# Washington Darts
O Washington Darts foi um clube americano de futebol com sede em Washington, D.C. que jogou na American Soccer League de 1967 a 1969 e na North American Soccer League nas temporadas de 1970 e 1971, embora em 1967 fossem conhecidos como Washington Britannica. Eles ganharam dois campeonatos ASL e disputaram o campeonato NASL uma vez. Eles também ganharam a NASL International Cup de 1970. O clube deixou Washington após 1971 e mudou diversas vezes de nome: Miami Gatos (1972), Miami Toros (1973–76), Ft. Lauderdale Strikers (1977–83) e Minnesota Strikers (1984) na última temporada da NASL. As cores do clube eram azul, branco e cinza.

## História
Em dezembro de 1963, o imigrante escocês Norman Sutherland  e jogadores de futebol na área de Washington DC criaram o time amador Washington Britannica. Em 1967, o time profissionalizou-se ao ingressar na American Soccer League. Em 1968, eles mudaram seu nome para Washington Darts. Após a temporada de 1969, após ganhar dois títulos consecutivos da liga, o Darts deixou a ASL para ingressar na primeira divisão da pirâmide do futebol americano na época, a North American Soccer League .  Após a temporada da NASL de 1971, a equipe mudou-se para Miami tornando-se o Miami Gatos .
Em 1968, eles jogaram seus jogos em casa no Woodrow Wilson Stadium no campus da Woodrow Wilson High School na Nebraska Avenue NW.  Em 1969, eles mudaram seus jogos em casa para o Brookland Stadium, no campus da Universidade Católica. Em 1970, eles também jogaram três partidas contra times internacionais no RFK Stadium. 
Em 1968, o Darts se tornou o primeiro time de futebol profissional a ter um técnico negro na história dos Estados Unidos, quando Lincoln Phillips, o goleiro, tornou-se jogador-treinador. 
Em 1970, as equipes da NASL completaram suas programações jogando contra uma variedade de times estrangeiros, incluindo Hoepel de Israel, Varzim de Portugal, Hertha Berlin da Alemanha e Coventry City da Inglaterra. Esses jogos não foram apenas para atendimento, mas também contaram na classificação. O Washington Darts foi 2-2-0 contra as seleções internacionais que conquistaram a "Copa Internacional". 
Muitos times também disputaram jogos contra o Santos de Pelé  O jogo de 1970 contra Pelé e Santos quebrou o recorde anterior de público do Darts de 6.215 contra o Hapoel Petah Tikva FC, com 13.878 torcedores presentes no RFK Stadium. Foi a maior multidão que já assistiu a uma partida da equipe.

## Cores do clube
Durante seu tempo na NASL, as cores domésticas do Darts eram cinza com mangas azuis, e as cores do uniforme reserva eram azuis. 